# Rostromyrmex pasohensis
Rostromyrmex pasohensis är en myrart som beskrevs av Rosciszewski 1870. Rostromyrmex pasohensis ingår i släktet Rostromyrmex och familjen myror. Inga underarter finns listade i Catalogue of Life.